# Comic BomBom
《Comic BomBom》（日語：コミックボンボン）是日本講談社出版的漫畫雜誌，簡稱《BomBom》，1981年10月15日創刊，2007年11月15日停刊。2017年7月底以網路版上線。

## 歷史
1981年10月15日，為了對抗小學館兒童漫畫雜誌《快樂快樂月刊》，講談社《Comic BomBom》創刊，定位為兒童漫畫雜誌。1981年12月，《Comic BomBom》發行第2期，此後改版為月刊。
1990年至1995年3月，《Comic BomBom》發行增刊《DX BomBom》，簡稱《DeluBom》。1995年3月，《DX BomBom》發行1995年4月號，同時停刊。
1996年，《寶可夢》的上市使《快樂快樂月刊》銷量遠遠超越《Comic BomBom》。1990年代後半，《Comic BomBom》的全部增刊（《DX BomBom》等）停刊。
2005年12月，《Comic BomBom》2006年1月號上市，加大版面並大幅更換連載漫畫。2006年6月，《Comic BomBom》2006年7月號上市，書背的標誌從原本的「B Gon」（Bゴン）換成標示白色「BOM BOM」字樣的黑色球型炸彈，單行本所屬叢書《BomBom Comics》（ボンボンコミックス）的標誌亦同。2006年9月29日，《Comic BomBom》發行2006年10月號增刊《Abracadabra》（アブラカダブラ），內容以奇幻漫畫為主。2006年10月，《Comic BomBom》發行2006年11月號增刊《Gundam Magazine》（ガンダムマガジン），是GUNDAM系列作品的專門漫畫雜誌，這是《Gundam Magazine》於1991年6月30日停刊後的唯一復刊。
2007年6月下旬，日本漫畫家石川潤（いしかわじゅん）在其設於mixi的網路日記表示，《Comic BomBom》即將停刊；這是連《Comic BomBom》官方網站都沒有的消息，一發表即迅速流傳於日本各大新聞網站與BBS，輿論譁然。2007年7月17日，講談社證實《Comic BomBom》即將停刊。
2007年11月15日，《Comic BomBom》發行2007年12月號，同時停刊。2008年4月4日，講談社少年漫畫雜誌《月刊少年Rival》（月刊少年ライバル）創刊。2008年5月2日，《日經趨勢網》（日経トレンディネット）報導，《月刊少年Rival》總編輯野內雅宏否認「《月刊少年Rival》是《Comic BomBom》的繼承者」的說法。